# (31961) 2000 GJ142
2000 GJ142 (asteroide 31961) é um asteroide da cintura principal. Possui uma excentricidade de 0.23024130 e uma inclinação de 10.65490º.
Este asteroide foi descoberto no dia 7 de abril de 2000 por LONEOS em Anderson Mesa.